# Ludișor, Brașov
Ludișor este un sat în comuna Voila din județul Brașov, Transilvania, România.

## Geografie
Localitatea Ludișor este situată în comuna Voila, Țara Făgărașului, județul Brașov, la sud-vest de municipiul Făgăraș.

## Istorie
Prima menționare documentară a localității Ludișor datează din anul 1534.
Din registrul conscripțiunii organizate în Ardeal, la cererea episcopului greco-catolic Inocențiu Micu-Klein, în anul 1733, aflăm că localitatea Ludișorera sediul unui protopopiatgreco-catolic. Preotul protopop era Popa Iárul Archidiaconus.Alți preoți greco-catolici recenzați la Ludișor erau Rad [Radu], Rad 2, Sandru [Șandru], Iuon. Preoții Sztancsu [Stanciu], Petru și Andronie erau ortodocși. Preotul ortodox Andronie era menționat ca fiind bigamus, adică era recăsătorit după decesul primei soții. În localitate funcționa o biserică.Denumirea satului, precum și numele unor preoți erau redate în ortografie maghiară, întrucât rezultatele conscripțiunii urmau să fie remise unei comisii formate din neromâni, în majoritate maghiari.

## Demografie
- Din registrul conscripțiunii organizate de episcopul Inocențiu Micu-Klein, aflăm că în anul 1733, la Ludișor erau recenzate 68 de familii românești, adică vreo 340 de locuitori[5].
- În anul 1910, populația Ludișorului era de 558 de locuitori (români);
- În anul 1992, populația Ludișorului era de 241 de locuitori (români).